# Danh sách đĩa đơn quán quân Hot 100 năm 1960 (Mỹ)
| Khung màu vàng nghĩa là bài hát số 1 của năm |

| Ngày phát hành | Bài hát                                            | Nghệ sĩ                        | Nguồn |
| -------------- | -------------------------------------------------- | ------------------------------ | ----- |
| 4 tháng 1      | "El Paso"                                          | Marty Robbins                  |       |
| 11 tháng 1     | "El Paso"                                          | Marty Robbins                  |       |
| 18 tháng 1     | "Running Bear"                                     | Johnny Preston                 |       |
| 25 tháng 1     | "Running Bear"                                     | Johnny Preston                 |       |
| 1 tháng 2      | "Running Bear"                                     | Johnny Preston                 |       |
| 8 tháng 2      | "Teen Angel"                                       | Mark Dinning                   |       |
| 15 tháng 2     | "Teen Angel"                                       | Mark Dinning                   |       |
| 22 tháng 2     | "Theme from A Summer Place"                        | Percy Faith and His Orchestra  |       |
| 29 tháng 2     | "Theme from A Summer Place"                        | Percy Faith and His Orchestra  |       |
| 7 tháng 3      | "Theme from A Summer Place"                        | Percy Faith and His Orchestra  |       |
| 14 tháng 3     | "Theme from A Summer Place"                        | Percy Faith and His Orchestra  |       |
| 21 tháng 3     | "Theme from A Summer Place"                        | Percy Faith and His Orchestra  |       |
| 28 tháng 3     | "Theme from A Summer Place"                        | Percy Faith and His Orchestra  |       |
| 4 tháng 4      | "Theme from A Summer Place"                        | Percy Faith and His Orchestra  |       |
| 11 tháng 4     | "Theme from A Summer Place"                        | Percy Faith and His Orchestra  |       |
| 18 tháng 4     | "Theme from A Summer Place"                        | Percy Faith and His Orchestra  |       |
| 25 tháng 4     | "Stuck on You"                                     | Elvis Presley                  |       |
| 2 tháng 5      | "Stuck on You"                                     | Elvis Presley                  |       |
| 9 tháng 5      | "Stuck on You"                                     | Elvis Presley                  |       |
| 16 tháng 5     | "Stuck on You"                                     | Elvis Presley                  |       |
| 23 tháng 5     | "Cathy's Clown"                                    | The Everly Brothers            |       |
| 30 tháng 5     | "Cathy's Clown"                                    | The Everly Brothers            |       |
| June 6         | "Cathy's Clown"                                    | The Everly Brothers            |       |
| 13 tháng 6     | "Cathy's Clown"                                    | The Everly Brothers            |       |
| 20 tháng 6     | "Cathy's Clown"                                    | The Everly Brothers            |       |
| 27 tháng 6     | "Everybody's Somebody's Fool"                      | Connie Francis                 |       |
| 4 tháng 7      | "Everybody's Somebody's Fool"                      | Connie Francis                 |       |
| 11 tháng 7     | "Alley Oop"                                        | Hollywood Argyles              |       |
| 18 tháng 7     | "I'm Sorry"                                        | Brenda Lee                     |       |
| 25 tháng 7     | "I'm Sorry"                                        | Brenda Lee                     |       |
| 1 tháng 8      | "I'm Sorry"                                        | Brenda Lee                     |       |
| 8 tháng 8      | "Itsy Bitsy Teenie Weenie Yellow Polka Dot Bikini" | Brian Hyland                   |       |
| 15 tháng 8     | "It's Now or Never"                                | Elvis Presley                  |       |
| 22 tháng 8     | "It's Now or Never"                                | Elvis Presley                  |       |
| 29 tháng 8     | "It's Now or Never"                                | Elvis Presley                  |       |
| 5 tháng 9      | "It's Now or Never"                                | Elvis Presley                  |       |
| 12 tháng 9     | "It's Now or Never"                                | Elvis Presley                  |       |
| 19 tháng 9     | "The Twist"                                        | Chubby Checker                 |       |
| 26 tháng 9     | "My Heart Has a Mind of Its Own"                   | Connie Francis                 |       |
| 3 tháng 10     | "My Heart Has a Mind of Its Own"                   | Connie Francis                 |       |
| 10 tháng 10    | "Mr. Custer"                                       | Larry Verne                    |       |
| 17 tháng 10    | "Save the Last Dance for Me"                       | The Drifters                   |       |
| 24 tháng 10    | "I Want to Be Wanted"                              | Brenda Lee                     |       |
| 31 tháng 10    | "Save the Last Dance for Me"                       | The Drifters                   |       |
| 7 tháng 11     | "Save the Last Dance for Me"                       | The Drifters                   |       |
| 14 tháng 11    | "Georgia on My Mind"                               | Ray Charles                    |       |
| 21 tháng 11    | "Stay"                                             | Maurice Williams & the Zodiacs |       |
| 28 tháng 11    | "Are You Lonesome Tonight?"                        | Elvis Presley                  |       |
| 5 tháng 12     | "Are You Lonesome Tonight?"                        | Elvis Presley                  |       |
| 12 tháng 12    | "Are You Lonesome Tonight?"                        | Elvis Presley                  |       |
| 19 tháng 12    | "Are You Lonesome Tonight?"                        | Elvis Presley                  |       |
| 26 tháng 12    | "Are You Lonesome Tonight?"                        | Elvis Presley                  |       |